# Trakt Pobiedziski
Trakt Pobiedziski – historyczna droga łącząca Pobiedziska z Neklą. Wiedzie przez Zbierkowo, Wagowo i Rajmundowo. Częściowo przebiega przez Park Krajobrazowy Promno.